# Helena Olsson Smeby

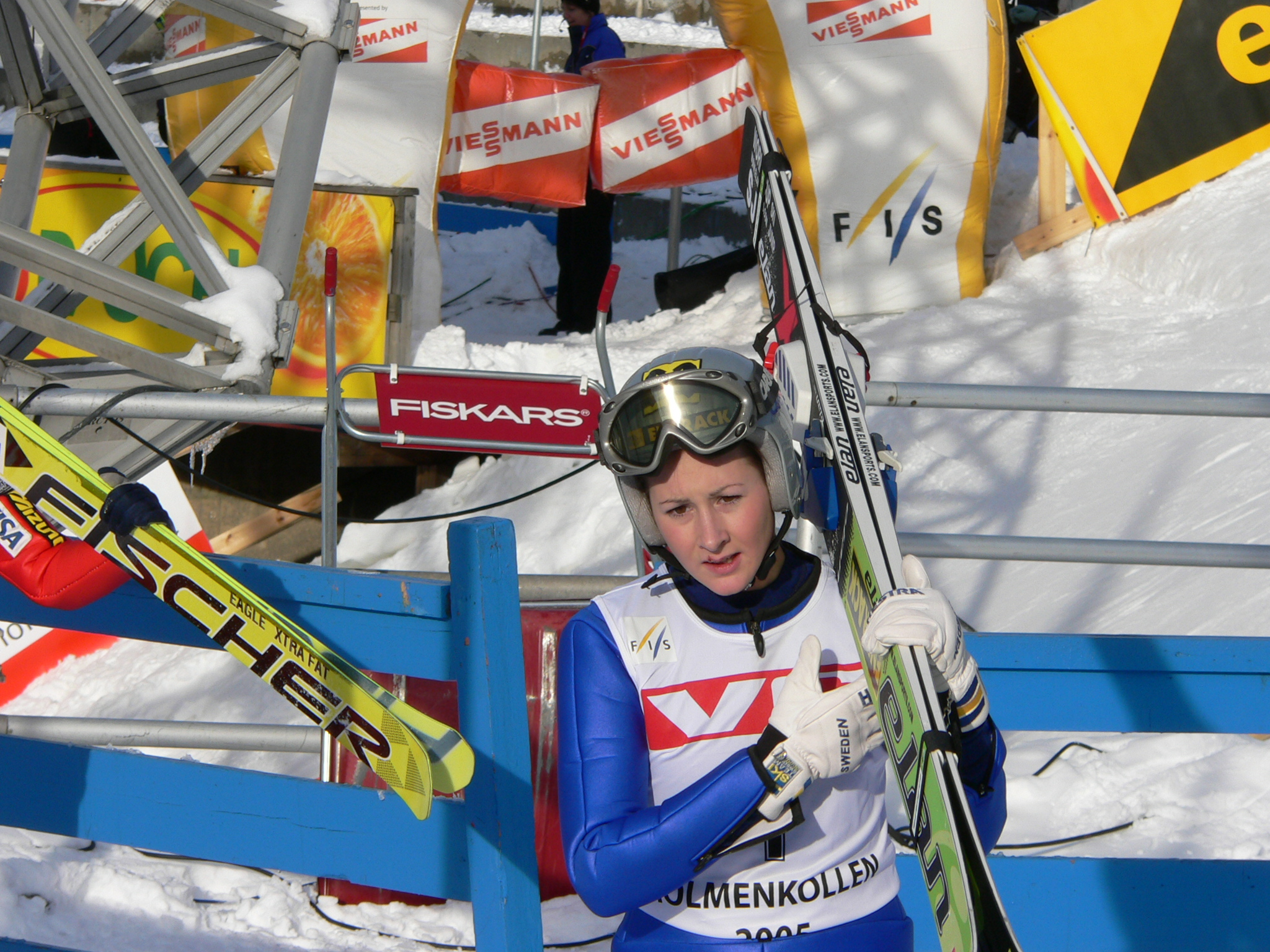
Helena Olsson Smeby i Holmenkollen 2005

Helena Olsson Smeby, född Olsson 2 november 1983 i Sysslebäck i Värmland, är en tidigare svensk backhoppare som 2008 började tävla för Norge. Hon tävlade tidigare för Sysslebäcks IF. Senare representerade hon Byåsen IL/Trønderhopp.

## Karriär
Den 21 december 1997 deltog hon vid internationella tävlingar i Lahtis, och 1998 deltog hon vid damernas inofficiella juniorvärldsmästerskap i Sankt Moritz. Hon blev nummer 7.
1999 flyttade hon till Norge för att studera gymnasiestudierna med backhoppning. Där gick hon på backhoppargymnasiet i Trondheim.
Hon debuterade i FIS Ladies Grand Prix år 2000. Vid tredje deltagandet, 2002, vann hon tävlingarna i Baiersbronn och Schönwald im Schwarzwald och slutade trea i den totala slutställningen. 2003 medverkade hon i European Youth Olympic Festival i Planica och slutade där på fjärde plats. 2004 deltog hon inte i Ladies Grand Prix, men däremot i förprogrammet vid herrarnas världscup i Holmenkollen och slutade på fjärde plats, samt deltog vid skidflygningstävlingar i Vikersund. 
Följande år deltog hon i två Continental Cup-deltävlingar i Vikersund och placerade sig i mitten. Hon funderade sedan på att sluta, men deltog vid Continental Cup-sommartävlingar i Lillehammer och bestämde sig för att återkomma. I början av vintersäsongen gifte hon sig med backhoppningstränaren Jostein Smeby, bror till norske tidigare backhopperskan Henriette Smeby, och tog norskt medborgarskap. Säsongen 2008/2009 deltog hon i Continental Cup men brukade inte placera sig bland de tio bästa. Hennes bästa placering var en fjärdeplats den 25 januari 2009 i Ljubno. I februari 2009 deltog hon i världsmästerskapen 2009 i Liberec, och slutade på 16:e plats.
1997, 1998, 1999, 2000, 2001, 2002 och 2003 blev hon svensk mästare, 2001, 2002 och 2003 även i liten backe.
2006 blev hon norsk mästare i plastbacke. Hennes personbästa i skidflygning noterades i Vikersundbacken 2004. Hon hoppade 174,5 meter.
Hon avslutade backhoppskarriären 2010. Hon återupptog karriären igen 2014, i och med det blev klart att damernas backhoppning infördes på OS-programmet. Hon representerade Norge i Olympiska vinterspelen 2014.